# Estadio Provincial de Hockey (Tucumán)
El Estadio de Hockey de Natación y Gimnasia es un estadio de hockey sobre césped de San Miguel de Tucumán, Tucumán, Argentina. Este es propiedad del club Natación y Gimnasia, ubicado enfrente del Parque 9 de julio. 

## Historia
El recinto comenzó a construirse en 2012 luego de transferir un solar del gobierno provincial al club Natación y Gimnasia el año anterior. La razón de la construcción del estadio fue para albergar las finales de Liga Mundial de Hockey 2012/13. El estadio fue inaugurado el 28 de noviembre de 2013 por el vicegobernador Regino Amado, el presidente de Tucumán Turismo Bernardo Racedo Aragón y el ministro del interior Osvaldo Jaldo. La obra tuvo un costo de ARS 20 000 000. 
El estadio cuenta con capacidad de 6500 espectadores, con 2800 en las tribunas generales y 2200 personas en las preferenciales. La cancha es de césped sintético con un sistema de riego automático de 6 dispositivos y de iluminación con 132 reflectores. Además, dispone de vestuarios para 4 equipos, entrenadores y árbitros, salas antidopaje, atención médica, conferencias, cabinas de prensa, entre otros. 
La infraestructura deportiva albergó todos los partidos de las finales de la World League femenina entre el 30 de noviembre y el 7 de diciembre del 2013. El torneo fue ganado por la selección de hockey de Países Bajos. También, se jugaron test match de Las Leonas con los combinados de Inglaterra en 2015 y Estados Unidos en 2018 y campeonatos de selecciones provinciales de hockey. 